# Sepiablæksprutte
Sepiablæksprutten (Sepia officinalis) er en tiarmet blæksprutte, der er udbredt i Middelhavet og i den nordøstlige del af Atlanterhavet, hvor den forekommer nordpå til Norge. Det er én af de i alt ca. 100 arter i slægten Sepia, men kun sepiablæksprutten, Sepia elegans og Sepia orbignyana er registreret i Danmark.
Sepiablæksprutten bliver normalt op til to år gammel. Som andre blæksprutter dør de voksne efter de har ynglet. Efter et kompliceret kurmageri lægger hunnen 150-4000 æg. Ellers lever de generelt alene, men i fangenskab tolererer de hinanden, hvis der er rigelig mad. De spiser skaldyr (mest krebsdyr), fisk, orme og blæksprutter (både andre arter og kannibalisme af mindre individer af samme art). Sepiablæksprutter har en kropslængde på op til 60 cm, men langt de fleste individer opnår kun cirka det halve af det. Som mange bløddyr (deriblandt blæksprutter) har den blåt blod, da det indeholder det kobber-rige hæmocyanin i stedet for det jern-rige hæmoglobin.

## Dansk forekomst
Sepiablæksprutten er ret almindlig i Danmark, hvor den kan findes i Nordsøen, Skagerrak og det nordlige Kattegat. Selvom den også forekommer i vand med lidt lavere saltholdighed end rent havvand, er det meget sjældent at finde arten i Østersøen, og da kun i den vestligste del. Det er en relativt varmekrævende art, som dør efter få dage, hvis vandet er under 10 °C. Desuden kan man finde sepiablækspruttens hvide aflange skaller, kaldet sepiaskaller, opskyllet på stranden, specielt langs Jyllands vestlige kyster.
I familien Sepiidae er to andre arter også registreret i Danmark, men de er ikke så velkendte: Sepia elegans og Sepia orbignyana. De er kun registreret via deres opskyllede skaller langs Nordsøens (Vesterhavets) kyster, og deres normale udbredelser er syd for Danmark. De har en kropslængde på op til 9-12 cm og minder om unger af sepiablæksprutten.

## Anvendelse
Sepiablækspruttens kød er spiseligt, og i nogle lande fanges de ofte af fiskere. Desuden har deres skalblade (sepiaskaller) været brugt til slibning og kalktilskud til f.eks. burfugle eller krybdyr. Skallerne kan også benyttes som støbeforme inden for guldsmedefaget: En model presses ned i skallerne, hvorefter modellen fjernes, og der skæres luftkanaler og indløbstap, hvorefter der kan støbes i formen.
Blækket fra sepiablæksprutter (Sepia spp.) har tidligere været anvendt som skriveblæk eller tusch. Det har en værdsat brun farve.
Navnet sepia beskriver stadigvæk blæk eller tryk med denne farve, men fremstilles i dag stort set udelukkende syntetisk.